# Kevin Chamberlin
Kevin Chamberlin (Baltimore, Maryland; 25 de noviembre de 1963) es un actor, cantante y director estadounidense, conocido principalmente por interpretar a Bertram en la serie de televisión de Disney Channel Jessie. También ha participado en varios proyectos en el cine.

## Primeros años
Chamberlin nació en Baltimore, Maryland, y se crio en Moorestown, New Jersey, mudándose ahí a los nueve años. Chamberlin se graduó en Mason Gross School of the Arts de la universidad Rutgers con una licenciatura en Bellas Artes en la actuación.

## Carrera
Chamberlin ha sido nominado a un Drama Desk and Tony Awards por Dirty Blonde (como Charlie), Seussical (como Horton), y The Addams Family (como Uncle Fester). Créditos adicionales en teatro Broadway incluyen My Favorite Year, Triumph of Love, Abe Lincoln in Illinois, Chicago y The Ritz. Él también apareció en la película de 1999 de temática gay Trick.
También apareció en Die Hard: With a Vengeance, como un entusiasta NYPD experto Defusal bomba. En Lucky Number Slevin, de nuevo tuvo un papel secundario como un oficial de policía de Nueva York. Trabajo más reciente de Chamberlin incluye el papel de Aron Malsky en la serie primetime de NBC, Héroes.
Chamberlin aparecido previamente como Uncle Fester en el musical The Addams Family, papel por el que ganó un Broadway.com Premio del Público para el funcionamiento favoritos de un Actor en un musical de Broadway. Brad Oscar lo sustituyó en el papel de Uncle Fester el 8 de marzo de 2011.
Chamberlin actualmente aparece en la serie original de Disney Channel, Jessie como un mayordomo llamado Bertram.
También apareció en la película original de Disney Channel de 2013, Teen Beach Movie que protagonizan Ross Lynch y Maia Mitchell.

## Trayectoria

### Televisión
| Año       | Título                                           | Personaje                   | Notas                                 |
| --------- | ------------------------------------------------ | --------------------------- | ------------------------------------- |
| 1992      | ABC Afterschool Specials                         | Árbitro                     | 1 episodio                            |
| 1994      | Ghostwriter                                      | Audubon Poulet              | 4 episodios                           |
| 1995      | New York News                                    | Victor                      | Serie de televisión                   |
| 1999      | Earthly Possessions                              | Policía                     | Película para televisión              |
| 2001      | Law & Order: Special Victims Unit                | Roger Berry                 | 1 episodio                            |
| 2001-2002 | Ed                                               | Sr. Bronkowski              | 2 episodios                           |
| 2003      | Without a Trace                                  |                             | 1 episodio                            |
| 2003      | Frasier                                          | Hombre en la sala de espera | 1 episodio                            |
| 2003      | Kingpin                                          | Hombre Gato                 | Miniserie                             |
| 2003      | Nip/Tuck                                         | Dr. Pendelton               | 1 episodio                            |
| 2003      | According to Jim                                 | Wallace                     | 1 episodio                            |
| 2004      | It's All Relative                                | Wayne                       | 1 episodio                            |
| 2004      | The D.A.                                         | Fiscal Eams                 | 1 episodio                            |
| 2005      | Crossing Jordan                                  | Neville                     | 1 episodio                            |
| 2005      | Listen Up                                        | Dave                        | 1 episodio                            |
| 2005      | Bound by Lies                                    | Gus Boyle                   | Directo a DVD                         |
| 2005      | Jake in Progress                                 | Carl                        | 3 episodios                           |
| 2005      | Inconceivable                                    | Lenny                       | 2 episodios                           |
| 2005      | Sex, Love & Secrets                              | Momma                       | 3 episodios                           |
| 2006      | Crumbs                                           | Cliente de masajes          | Episodio piloto                       |
| 2006      | CSI: Nueva York                                  | Paciente 2/El Flash         | 1 episodio                            |
| 2006      | Queer Duck                                       | Voces adicionales           | Directo a DVD                         |
| 2006      | So noTORIous                                     | Lionel                      | 1 episodio                            |
| 2006      | Twenty Good Years                                | Bailiff                     | Episodio piloto                       |
| 2007      | The Valley of Light                              | Moody                       | Película para televisión              |
| 2007      | Héroes                                           | Aron Malsky                 | 3 episodios                           |
| 2007      | State of Mind                                    | Fred Smedresman             | 8 episodios                           |
| 2009      | Better Off Ted                                   | Sr. Crisp                   | 1 episodio                            |
| 2010      | Late Show with David Letterman                   | Fester Addams               | 1 episodio. Desacreditado             |
| 2011-2015 | Jessie                                           | Bertram Winkle              | Rol principal Director de 3 episodios |
| 2016      | Bunk'd                                           | Bertram Winkle              | 1 Episodio                            |
| 2017      | Grace and Frankie                                | Frank                       |                                       |
| 2018      | A Series of Unfortunate Events de Lemony Snicket | Sr. Lesko                   | 2 episodios                           |
| 2019      | Team Kaylie                                      | Anton                       |                                       |

### Películas
| Año  | Título                     | Personaje           | Notas        |
| ---- | -------------------------- | ------------------- | ------------ |
| 1995 | Die Hard: With a Vengeance | Charles Weiss       |              |
| 1997 | In & Out                   | Carl Mickley        |              |
| 1998 | Letters from a Killer      | Cuchillero          |              |
| 1999 | Trick                      | Ex de Perry         |              |
| 2001 | Herman U.S.A.              | Wayne               |              |
| 2002 | Camino a la perdición      | Frank el guardia    |              |
| 2004 | Sospechoso cero            | Harold Speck        |              |
| 2004 | Una Navidad de locos       | Sr. Scanlon         |              |
| 2005 | Loudmouth Soup             | Charlie Baker       |              |
| 2006 | Lucky Number Slevin        | Marty               |              |
| 2007 | The Girl Next Door         | Oficial de Jennings |              |
| 2008 | Sorry                      | Sicario             | Cortometraje |
| 2009 | Destino: Woodstock         | Jackson Spiers      |              |
| 2012 | Possessions                | Keith               |              |
| 2013 | Teen Beach Movie           | Dr. Fusión          |              |
| 2017 | Emoji: la película         | Emoji martillo      | Voz          |
| 2019 | Wonder Park                | Tío Tony            | Voz          |
| 2020 | The Prom                   | Sheldon Saperstein  |              |

### Teatro
| Título                  | Personaje     |
| ----------------------- | ------------- |
| Dirty Blonde            | Charlie       |
| Seussical               | Horton        |
| The Addams Family       | Fester Addams |
| My Favorite Year        |               |
| Triumph of Love         |               |
| Abe Lincoln in Illinois |               |
| Chicago                 |               |
| The Ritz                |               |
| Wicked                  | Wizard of Oz  |

## Discográfica

### Apariciones especiales
| Sencillo                                                                                | Año  | Álbum |
| --------------------------------------------------------------------------------------- | ---- | ----- |
| "Do You Want to Build a Snowman?" (como parte del grupo Disney Channel Circle of Stars) | 2014 | —     |